# Paectes cristatrix
Paectes cristatrix là một loài bướm đêm trong họ Noctuidae.